# Llista d'indústria auxiliar de la motocicleta als Països Catalans
Aquesta és una llista amb empreses pertanyents a la indústria auxiliar de la motocicleta als Països Catalans al llarg de la història. La llista aplega empreses o particulars residents als Països Catalans que han fabricat components de qualsevol mena per a la indústria motociclista en algun moment de la seva existència, agrupades en diversos apartats: fabricants de bicicletes equipades amb motor i velomotors, preparadors de motocicletes de prestigi, fabricants de motors, fabricants de components i fabricants d'equipament per al motociclista.
Les entrades estan ordenades alfabèticament i cada una indica la seu de l'empresa i el seu període d'activitat si es coneixen.
A 27 de desembre de 2012

## Bicicletes amb motor i velomotors
Tot seguit es llisten diversos productes comercialitzats com a "velomotors", la majoria dels quals eren simples bicicletes de carrer a les quals s'instal·lava un petit motor.

### Emporium
Lloc: Figueres (Alt Empordà) / Data: 1954
El fabricant de motocicletes Rieju fabricava també bicicletes amb aquesta marca. El 1954 presentà un velomotor a la Fira de Mostres de Barcelona equipat amb un motor francès i suspensió posterior tipus cantilever.

### Esbelta
Lloc: Figueres / Període: Dècades de 1940 i 1950
Bicicletes de la marca Gimson amb motors auxiliars i forquilla anterior fabricada per Ducson-Solà.

### Matas
Lloc: Montbrió del Camp / Període: Dècada de 1950
Fabricant de bicicletes que hi muntava motors auxiliars i venia el producte amb aquesta marca.

### Minaco
Lloc: Palma / Període: Dècada de 1950
Bicicletes Minaco (obra de Miquel Nadal Comas) amb motor auxiliar Mosquito o El Ratón.

### Peque
Lloc: Elx / Data: 1987
Bicicleta amb motor auxiliar de 47,8 cc i velocitat màxima de 37 km/h, feta per Industria España.

## Preparadors de motocicletes
Tot seguit es llisten una sèrie de preparadors de motocicletes de reconegut prestigi. Es tracta d'equips, tallers o persones que s'han dedicat a crear, transformar o millorar motocicletes amb vistes al seu ús en competició.

### Blitz
Lloc: Barcelona / Període: Dècades de 1960 i 1970
Transformacions per a motos de curses i esportives fetes pel campió d'Espanya de resistència Miguel Escobosa, especialment de la marca Montesa.

### BQR
Lloc: Cardedeu / Període: Dècada de 2010
Equip de competició By Queroseno Racing. Participa en el Mundial de velocitat en la màxima categoria, MotoGP, té la seu a Cardedeu i el dirigeixen Raúl Romero y Josep Oliva.

### Carmona
Lloc: Vilassar de Dalt / Període: Dècada de 1980
Mecànic de prestigi que destacà en la fabricació de xassís monocasc. Treballà per a Autisa, Motul (vegeu aquesta entrada) i Bultaco.

### Ferry Clot
Lloc: Barcelona / Període: Dècada de 2000
Preparador de motocicletes personalitzades, especialitzat en "customs".

### Frantom
Marca amb què es conegueren les realitzacions privades de Francesc "Paco" Tombas, fetes a Lliçà d'Amunt entre 1971 i 1976.

### Macat
Lloc: L'Alcúdia, Ribera Alta / Període: 1980-1982
Fabricant de bastidors monocasc per a motocicletes de curses.

### Metra-Kit
Lloc: Caldes de Montbui / Període: 1976-Dècada de 2000
Marca coneguda també com a Metrakit, produïda per l'empresa Mecanizaciones y Transformaciones, SA. Especialitzada en tubs d'escapament i kits de transformació, l'empresa fabricà diversos motors i motocicletes de curses per a pilots de primera línia, entre els quals Jorge Martínez "Aspar".

### Motul Bultaco
Lloc: Barcelona / Data: 1981
Motocicletes Bultaco de Gran Premi posades al dia pel fabricant de lubricants Motul quan la firma de Sant Adrià de Besòs feu fallida.

### Portús/Roma
Antoni Roma, amo de Motos Portús amb seu a Vic, fou un preparador de motocicletes de renom especialitzat en les Montesa, havent creat reeixides realitzacions d'ençà de la dècada de 1960 fins al 2008, any de la seva mort.

### Tavi
Lloc: Vilassar de Dalt / Període: Dècades de 1970 - actualitat
Tallers Vilassar, establiment famós per les seves preparacions de ciclomotors i motocicletes, especialment pel que fa als xassissos i tubs d'escapament. Ha destacat també com a preparador de motocicletes de competició, havent treballat al llarg dels anys per a Ricardo Tormo, Enric Nadal, Josep Bultó, Albert Puig, l'equip JJ Cobas i el d'Angel Nieto entre d'altres. Joan Puig, l'actual amo del negoci, és conegut al Maresme i al món de la moto com a Tavi.

### Tombax
Kits de millora de ciclomotors fets per Paco Tombas. Vegeu Frantom.

### Toni Navarro
Lloc: Barcelona / Període: Dècada de 1990
Preparador de motocicletes que ha construït fins i tot "dragsters".

### Unitat Mètrica
Lloc: Martorelles / Període: Dècada de 2010
Empresa especialitzada en preparacions i transformacions de motocicletes.

## Fabricants de motors
Tot seguit es llisten fabricants de motors que o bé es varen utilitzar en el sector de la motocicleta o bé foren projectats amb aquesta finalitat.

### Altosen
Vegeu Flovi.

### AMC Fita
Vegeu Fita AMC.

### Antràs
Lloc: Barcelona / Data: 1901
Motor d'explosió que consumia petroli, pensat per a ser muntat en bicicletes. Per aquest motiu, algun cop ha estat considerat com a la primera "motocicleta" catalana, honor que li correspon a la Villalbí.

### Balcells
Lloc: Barcelona / Data: 1929
Prototipus de motors per a les motocicletes Patria que no arribaren a la sèrie.

### Benjamin
Lloc: Barcelona / Període: 1949-1950
Motor auxiliar fabricat per Clúa, inspirat en el francès Hémy.

### Fita AMC
Fabricant de motors per a motocicletes, vehicles de transport i microcotxes. Amb seu a Figueres, fabricà entre 1953 i 1964.

### Flovi
Lloc: Barcelona / Període: Dècades de 1950 i 1960
Nom amb què l'empresa barcelonina Altosen comercialitzà a l'estat espanyol el motor francès Gnome-Rhône, destinat a les motocicletes Edeta, Pony i Rekord.

### Gamo
Lloc: Barcelona / Període: 1950-1955
Motoret auxiliar de grans prestacions, elaborat en diverses cilindrades i versions. La versió de 65 cc fou l'origen de la marca Gimson.

### Herrando
Lloc: Barcelona / Data: 1929
Motor monocilíndric de 350 cc quatre temps amb una sola vàlvula i distribuïdor rotatiu, innovació que en millorava el rendiment de forma excel·lent.

### Hispano Villiers
Fabricant de motors per a motocicletes, vehicles de transport i microcotxes, així com motors industrials. Amb seu a Barcelona i més tard a Rubí, entre 1953 i finals de la dècada de 1980 fou el principal proveïdor d'aquesta mena de components.

### Iberia
Lloc: Barcelona / Data: 1919
Fabricant de bicicletes que presentà dos motors i una motocicleta al Saló de l'Automòbil de Barcelona de 1919.

### Inesmo
Lloc: València / Període: Dècades de 1940 i 1950
Motor auxiliar per a bicicleta amb transmissió per corró a la roda posterior. A començaments de la dècada de 1950, l'empresa arribà a fabricar un velomotor complet amb motor de 65 cc.

### Joyca
Lloc: Maó / Període: 1948-1952
Motor auxiliar per a bicicletes fet per Jover y Carreras SL, empresa que fabricava motors per a llaguts menorquins.

### Montserrat
Lloc: Barcelona / Data: 1922
Motor auxiliar de quatre temps per a bicicleta que intentà produir un enginyer d'Elizalde. Se'n varen fer dos prototipus.

### Nagesti
Lloc: Barcelona/Sant Just Desvern / Període: 1951-Actualitat
Fabricant de frens per a motocicletes que provà sense èxit de desenvolupar un motor de 250 cc quatre temps i un tricicle per a mercaderies de 850 kg de càrrega. L'empresa s'anomena actualment Gryyp Line.

### Pons
Motors fabricats entre 1951 i 1955 per l'empresa homònima i dissenyats per al seu ús en motocicletes de petita cilindrada.

### Rex
Motors fabricats per l'empresa Construcciones Mecánicas Rex, S.A. i dissenyats per l'enginyer d'automòbils Vilfred Ricart a Barcelona entre 1953 i 1959. L'empresa fabricà també el seu propi ciclomotor amb la mateixa marca, Rex.

### Santonja
Motors fabricats a començaments de la dècada de 1950 per Miquel Santonja, mecànic alcoià establert a Elx. Anaven destinats a equipar bicicletes amb un motor autònom per transmissió de corró. Més endavant, Santonja creà la seva pròpia marca de motocicletes, Setter.

### Altres...
Tot seguit, es llisten fabricants de motors catalans dels quals no se n'ha trobat més informació que el seu nom relacionat a la guia editada el 2011 pel Museu de la Moto de Barcelona:
- Cascante, també conegut com a Strasse (Barcelona, 1910)
- Celta (Barcelona, 1950-1955)

## Fabricants de components
Tot seguit es llisten empreses fabricants de components i accessoris per a la motocicleta que tingueren o tenen un paper destacat dins el sector.

### Amal
Període: Dècades de 1930 a 1980?
Fabricant de carburadors molt emprats pels principals fabricants de motocicletes catalans durant anys.

### Betor
Lloc: Barcelona / Període: Dècades de 1950 a 2000
Amortidors fabricats per l'empresa barcelonina Llobe, SL. Durant anys, equipà diversos models dels principals fabricants catalans (Bultaco, Montesa, OSSA, Derbi i altres).

### Dunjó
Fabricant de sidecars i bastidors per a motocicletes, així com un reputat dissenyador de prototipus durant la dècada de 1950. Tenia la seu a Santa Perpètua de Mogoda.

### FISA
Lloc: Vilanova i la Geltrú / Període: 1940-Actualitat
Fundaciones Industriales, SA, empresa fundada cap a 1940 per Francesc Xavier Bultó, futur fundador de Montesa i Bultaco. L'empresa es dedicava a la fabricació de pistons i cèrcols destinats als èmbols dels motors de combustió interna, entre altres productes. Durant anys, fou el principal subministrador de la indústria estatal d'automoció, arribant fins i tot a exportar a Alemanya un cop s'associà amb l'empresa alemanya Mahle. La seva raó social actual és Mahle S.A.

### Goneli
Lloc: Cornellà de Llobregat / Període: 1960-Actualitat
Fabricant de components plàstics com ara dipòsits, parafangs, empunyadures i molts altres que fou proveïdor al seu temps de Bultaco.

### Joresa
Lloc: Rubí / Període: 1951-Actualitat
Graupe, S.A., empresa especialitzada en la fabricació de cadenes de transmissió de tota mena. Les seves cadenes han estat muntades per infinitat de marques de motocicleta al llarg de la història, havent-ne desenvolupat d'especials per a trial, motocròs i moltes altres finalitats.

### Manaut
Lloc: Martorelles / Període: 1960-2011
Manaut, S.A. fou una empresa metal·lúrgica de primer ordre, especialitzada durant anys en la fabricació de xassís i elements metàl·lics per a diversos fabricants, entre els quals Bultaco, Derbi i, més tard, Montesa-Honda.

### Motoplat
Lloc: Badalona / Període: Dècada de 1950-1993
Empresa que fabricava volants magnètics per a l'encesa del motor de les motocicletes, essent líder europeu del sector.

### Pirelli
Fabricant de pneumàtics de tota mena, amb seu a Manresa entre el 1924 i el 2009. Dels seus productes en destacaren els destinats a motocicletes de trial, motocròs i enduro, produïts a partir de finals de la dècada de 1960.

### Plàstics Puig
Lloc: Granollers / Període: 1967-Actualitat
L'empresa Motoplastic, S.A. fabrica accessoris plàstics i embellidors per a motocicleta, des de parafangs a carenats, essent una de les capdavanteres mundials del sector. Exporta a més de 45 països i comercialitza els seus productes com a "Plàstics Puig".

## Fabricants d'equipament
Tot seguit es llisten empreses fabricants d'equipament personal per al motociclista que tingueren un paper destacat dins el sector.

### Clice
Lloc: Terrassa / Període: Dècada de 1970-Actualitat
Marca de roba i equipament per al motociclista. D'ençà de la dècada de 1970 Clice ha fabricat equipament de qualitat, destacant-ne les granotes, samarretes, pantalons de cuiro, guants i similars. Un dels camps on més ha destacat és el trial, havent equipat al llarg de la història pilots de renom internacional com ara Manuel Soler, Martin Lampkin, Bernie Schreiber o Laia Sanz. L'empresa T.T. Dissenys i Productes S.L.  n'és l'actual fabricant i exporta a 20 països.

### Climax
Lloc: Parets del Vallès / Període: Dècada de 1970-Actualitat
L'empresa Productos Climax, SA porta dècades fabricant equipament de protecció personal, havent destacat durant anys pels seus cascs de motociclisme de tota mena, especialment els de trial però també els de motocròs i velocitat.

### Duraleu-Forte
Lloc: Barcelona / Període: Dècades de 1950 a 1970
L'empresa barcelonina Aleu fabricà cascs de motociclista molt preuats durant els anys 50 i 60.

### Mototécnica
Lloc: Barcelona / Període: Dècades de 1970 i 1980
Marca de roba i equipament per al motociclista de qualitat, destacant-ne les caçadores, pantalons de cuiro i granotes de trial (camp, aquest, en què fou capdavantera internacional). Al llarg de la seva existència equipà nombrosos pilots de renom internacional com ara Håkan Andersson, Raymond Boven, Malcolm Rathmell, Ulf Karlson o Jaume Subirà.